# Fabrice Raymond Fosso
Fabrice Raymond Fosso, né le 10 janvier 1993, est un footballeur camerounais évoluant au poste d'attaquant.

## Biographie

### En club
Fabrice Raymond Fosso commence sa carrière de footballeur avec le club camerounais de Apejes de Mfou. Cependant , il ne gagne son premier titre qu'avec le club Unisport Bafang en emportant la Coupe du Cameroun de football en 2013. Lors de cette coupe il était élu deuxième meilleur joueur de la finale .  
Lors de l'année 2014 , il s'engage avec le club des Astres Football Club. Blessé lors du début de saison du Championnat Camerounais face à son club formateur Apejes, Chiquitta comme il se fait appeler par les intimes, a connu un passage à vide à son arrivée.  Mais depuis le début de saison d'après, Fosso a retrouvé ses sensations de buteurs en redoublant d’ardeur au travail . En 21 sorties, l’attaquant des Astres de Douala a trouvé le chemin des filets à 12 reprises et termine en tête du classement des buteurs de Championnat du Cameroun de football.  
En juillet 2015, il s'engage avec le Club athlétique Bizertin . Un mois plus tard , son club le prête a l'Espérance sportive de Zarzis. Et participe juste aux 4 (quatre) rencontres et marque 4 buts. 
En décembre son contrat est termine et il s'engage avec le club Camerounais; Eding FC de la Lekie de Yaounde, et a retrouvé ses sensation de buteurs de race avec 8 buts déjà inscrits en 8 rencontres.

### En sélection
Fabrice Raymond Fosso est un international espoir camerounais. Il était également sélectionné avec l'équipe A' du Cameroun et avec l'équipe nationale militaire.

## Clubs successifs
- 2011-2013 : Unisport Bafang (Cameroun)
- 2013-2015 : Les Astres Football Club (Cameroun)
- 2015 : Club athlétique bizertin (Tunisie)
- → 2015 : Espérance sportive de Zarzis  (Tunisie)
- 2016- :    Eding Sport (Cameroun)

## Palmarès
- Meilleur buteur de la ligue camerounaise 2014 et 2018
- Vainqueur de la Coupe du Cameroun de football en 2013 avec Unisport Bafang